# 塩井辰男
塩井 辰男（しおい たつお、1964年1月21日 - ）は、日本の経営者。

## 来歴・人物
長崎県出身。1987年に神戸大学経済学部を卒業し、三尾川商事を経て、1988年1月にタイヨー(のちのプレナス)に入社。2000年に専務を経て、2003年5月には社長に就任。2023年2月には代表取締役CEOに就任。